# ضغط صورة

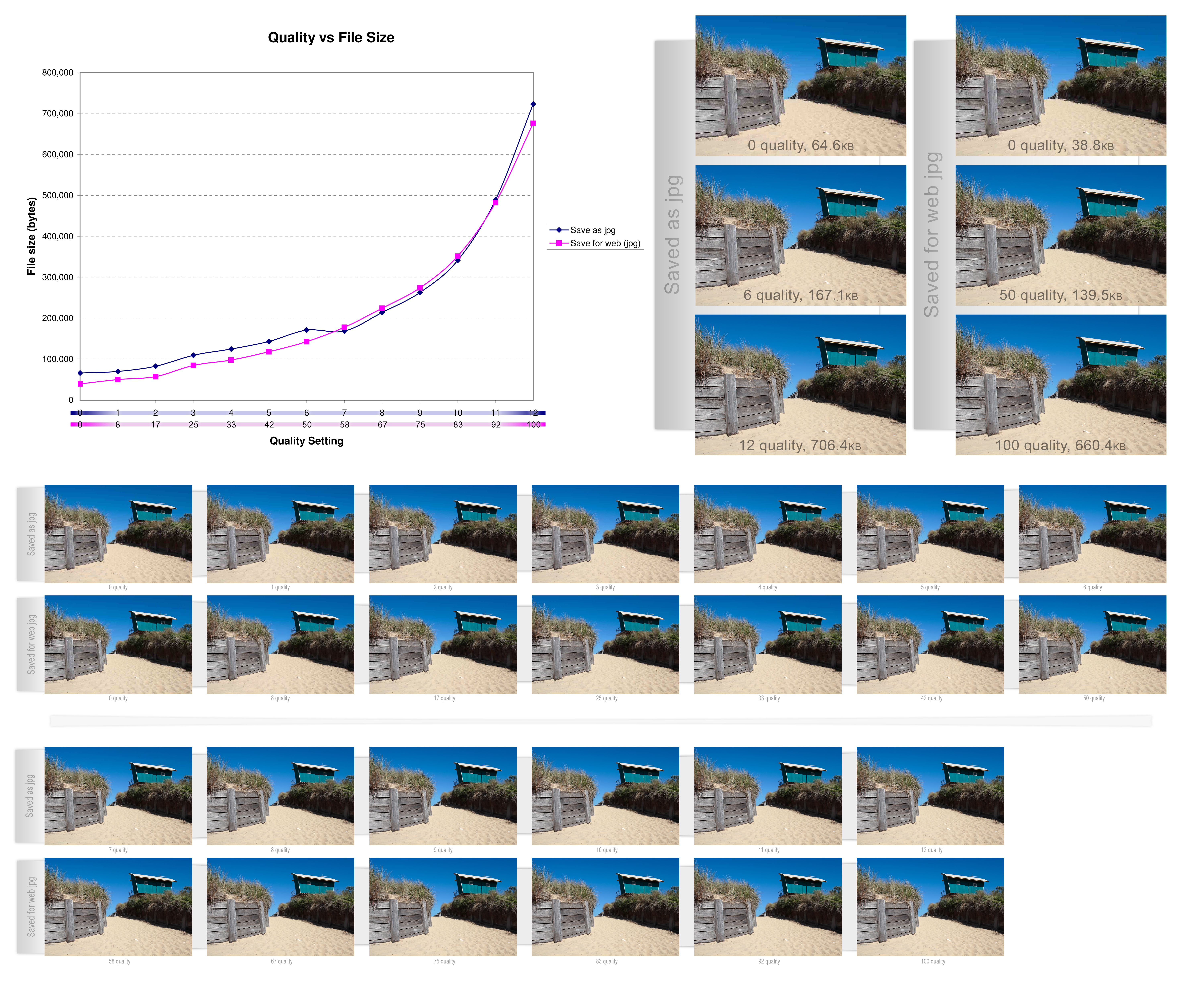
مقارنة صور بامتداد JPEG المحفوظة بواسطة Adobe Photoshop بمستويات جودة مختلفة ومع أو بدون "حفظ للويب"

ضغط الصور هو أحد أنواع ضغط البيانات ويطبق على الصور الرقمية لتقليل مساحتها أثناء التخزين أو النقل. وغالبا توفر الخوارزميات التي تستخدم الإدراك البصري والخصائص الإحصائية لبيانات الصورة نتائج فائقة مقارنةً بأساليب الضغط العادية.
كيف بدء ضغط الصور
ضغط الصور كعملية تقنية يعود إلى منتصف القرن العشرين، حيث بدأت الحاجة إلى تقليل حجم البيانات الرقمية للتخزين والنقل. مع ظهور الحواسيب والشبكات، تطورت تقنيات ضغط الصور بشكل كبير لتلبية الطلب المتزايد على تحسين كفاءة استخدام البيانات.
الخمسينيات والستينيات:
بدأت الأبحاث الأولية في ضغط البيانات العامة كجزء من علم المعلومات ونظرية الشفرات، وكان تركيزها على تقليل التكرار في البيانات النصية والرقمية.
نظرية "شانون-فاونو" للترميز (1949) من أبرز الإنجازات، حيث وضعت الأسس العلمية لضغط البيانات.
السبعينيات:
بدأ التركيز على تطوير خوارزميات ضغط مخصصة للصور، مع ظهور أجهزة الاستشعار الرقمية الأولى.
صيغة Run Length Encoding (RLE) ظهرت كطريقة مبسطة لضغط الصور الثنائية (مثل النصوص والمسح الضوئي).
النقلة النوعية:
الثمانينيات:
ظهرت خوارزميات أكثر تعقيدًا مثل ترميز هوفمان (Huffman Encoding) وتقدير التحويل الخطي (مثل DPCM).
في عام 1986، تم تطوير صيغة GIF (Graphics Interchange Format)، التي استخدمت ضغط LZW (بدون فقدان بيانات).
التسعينيات:
شهدت الثورة الرقمية، وبرزت صيغة JPEG (Joint Photographic Experts Group) في عام 1992 كمعيار لضغط الصور بفقدان بيانات، معتمدة على تقنية تحويل جيب التمام المنفصل (DCT).
ظهور صيغة PNG (Portable Network Graphics) في عام 1996 كبديل محسّن عن GIF، مع ضغط بدون فقدان بيانات ودعم الشفافية.
العصر الحديث:
الألفية الجديدة:
تقديم خوارزميات جديدة مثل JPEG 2000 التي تستخدم التحويل بالمويجات (Wavelet Transform) لتوفير ضغط عالي الجودة، لكنها لم تحظَ بانتشار واسع بسبب تعقيدها.
ظهور تنسيقات حديثة مثل WebP من Google وHEIF من Apple، التي تقدم جودة أعلى مع أحجام ملفات أقل، مما يجعلها مثالية للويب والأجهزة المحمولة.
العصر الحالي:
استخدام الذكاء الاصطناعي والشبكات العصبية لتحسين ضغط الصور، مثل تحسين جودة الصور المضغوطة والتنبؤ بالتفاصيل المفقودة.
تطبيق تقنيات الضغط في الوقت الحقيقي لخدمات البث والمراسلة مثل WhatsApp وInstagram.
ضغط الصور اليوم أصبح ضرورة أساسية في التطبيقات اليومية، وهو جزء لا يتجزأ من التطورات الرقمية المستمرة.

##### أنواع ضغط الصور[2]
1-ضغط الخسارة: يُزيل بعض البيانات من الصورة، مما قد يؤدي إلى فقدان طفيف في الجودة. هذا النوع من الضغط هو الأكثر شيوعًا لأنه يُقلل من حجم الملف بشكل كبير.
2- ضغط بدون فقدان: لا يُزيل أي بيانات من الصورة، وبالتالي يحافظ على الجودة الأصلية. هذا النوع من الضغط يُستخدم بشكل أساسي للصور التي تتطلب جودة عالية، مثل الصور الطبية أو الصور الفوتوغرافية الاحترافية.
تقنيات وأساسيات ضغط الصور:
ترميز البيانات: تقنيات مثل "Run Length Encoding" و"Entropy Encoding" لتقليل التكرار في البيانات.
تقليل الألوان: تقليل عدد الألوان المستخدمة مع الحفاظ على التباين.
تقسيم الكتل: تحويل الصورة إلى كتل صغيرة لضغط كل منها على حدة (مثل تقنية DCT في JPEG).